# Seznam slovenskih državnih svetnikov (2017–2022)
Seznam slovenskih državnih svetnikov v mandatu 2017 do 2022
Seznam slovenskih državnih svetnikov v mandatu 2017 do 2022.

## A
- Igor Antauer, predstavnik delodajalcev

## C
- Dejan Crnek, predstavnik lokalnih interesov volilne enote št. 1

## F
- Rajko Fajt, predstavnik lokalnih interesov volilne enote št. 7

## G
- Matjaž Gams, predstavnik raziskovalne dejavnosti
- Franc Golob, predstavnik lokalnih interesov volilne enote št. 19
- Mitja Gorenšček, predstavnik delodajalcev

## H
- Tomaž Horvat, predstavnik lokalnih interesov volilne enote št. 12
- Tone Hrovat, predstavnik vzgoje in izobraževanja

## J
- Lidija Jerkič, predstavnica delojemalcev

## K
- Branka Kalenić Ramšak, predstavnica univerz, visokih in višjih šol
- Franc Kangler, predstavnik lokalnih interesov volilne enote št. 3
- Bojan Kekec, predstavnik lokalnih interesov volilne enote št. 14
- Samer Khalil, predstavnik lokalnih interesov volilne enote št. 15
- Oskar Komac, predstavnik delojemalcev
- Bojan Kontič, predstavnik lokalnih interesov volilne enote št. 6
- Alojz Kovšca, predstavnik obrtnikov

## L
- Marija Lah, predstavnica delodajalcev

## M
- Marjan Maučec, predstavnik lokalnih interesov volilne enote št. 11

## O
- Srečko Ocvirk, predstavnik lokalnih interesov volilne enote št. 20
- Milan Ozimič, predstavnik lokalnih interesov volilne enote št. 4

## P
- Boris Popovič, predstavnik lokalnih interesov volilne enote št. 18
- Bojana Potočan, predstavnica samostojnih poklicev
- Peter Požun, predstavnik zdravstva

## R
- Bojan Režun, predstavnik lokalnih interesov volilne enote št. 13
- Miroslav Ribič, predstavnik lokalnih interesov volilne enote št. 17
- Franc Rokavec, predstavnik lokalnih interesov volilne enote št. 2
- Ladislav Rožič, predstavnik delojemalcev

## S
- Jože Smole, predstavnik delojemalcev
- Dušan Strnad, predstavnik lokalnih interesov volilne enote št. 22

## Š
- Branimir Štrukelj, predstavnik delojemalcev
- Branko Šumenjak, predstavnik lokalnih interesov volilne enote št. 8
- Boris Šuštaršič, predstavnik socialnega varstva
- Matjaž Švagan, predstavnik lokalnih interesov volilne enote št. 21

## T
- Davorin Terčon, predstavnik lokalnih interesov volilne enote št. 16
- Branko Tomažič, predstavnik kmetov

## V
- Igor Velov, predstavnik lokalnih interesov volilne enote št. 9
- Bogomir Vnučec, predstavnik loklanih interesov volilne enote št. 10

## Z
- Marko Zidanšek, predstavnik lokalnih interesov volilne enote št. 5
- Cvetko Zupančič, predstavnik kmetov

## Vir
1. ↑   Arhivirano 2017-09-26 na Wayback Machine. ( Arhivirano 2018-02-22 na Wayback Machine.), Državna volilna komisija, 2017